# Municipio de Taretan
El municipio de Taretan es uno de los 113 municipios del estado mexicano de Michoacán. Su cabecera es la localidad de Taretan.

## Toponimia
TARHÉTAN, en lengua tarasca (castellanizado como Taretan), pueblo prehispánico cabecera del municipio del mismo nombre al cual los evangelizadores le dieron por Patrono a San Ildefonso. La comunidad de Taretan es uno de los más antiguos lugares con presencia sedentaria de los llamados ‘tarascos históricos’ (que viniendo de ‘Sacapuan’, se asentaron por todo el territorio del Mechuacan prehispánico), los cuales tenían por dios a Tarhés Úpeme, ‘El Dios Engendrador’, ‘El Anciano Engendrador’, ‘El Señor de la Noche’.  A mediados del siglo XVI se llevó a cabo la evangelización de los pobladores de dicha región, que se atribuye al agustino  fray Juan Bautista Moya, el evangelizador de la tierra caliente, debido a sus méritos milagrosos y religiosos, fue conocido como el 'Apóstol de Tierra Caliente'.
Es un topónimo tarasco de tipo cosmogónico que está formado por Tharé–, radical extendida de Tharés, (escrito t’arhésï en la actualidad) ‘dios’ (que Gilberti traduce como ‘ídolo’, pues su religión católica no le permitía aceptar que existieran otros dioses; nosotros, dicho término lo podemos interpretar como la representación material de una deidad prehispánica); –ta–, partícula extrapolada del verbo hauátani, ‘levantar a otra cosa’ (Gilberti, lengua castellana a mechuacana pág. 384), escrito actualmente jauátani, ‘levantar’; y –an–, sufijo determinativo de lugar, que significa ‘donde está el templo de una deidad’; formando el pretérmino tharhé–ta–an, que sufre la siguiente metamorfosis: la letra final de la partícula –ta–, se pierde para evitar el duplicativo, quedando finalmente  Tharé–t–an, con el significado de ‘Donde está levantado un templo al Dios Viejo’, ‘Donde está levantado un templo al Dios Engendrador’, ‘Donde está levantado el templo a Tharés Úpeme’.
```
    En Taretan se produce mucha fruta de guayaba para exportar y vender a nivel nacional, también se produce caña de muy buena calidad que se vende a nivel nacional; las autoridades organizan una feria a fines de febrero y principios de marzo, para degustar los principales productos y sabrosas comidas. (Salvador Garibay Sotelo, Investigador de la Lengua y Cultura Tarasca)
```

## Escudo
En la parte superior están representadas dos cultivos predominantes del municipio: el maíz y la caña de azúcar. El escudo se divide en cuatro cuarteles: El cuartel superior izquierdo presenta el ingenio azucarero Lázaro Cárdenas que simboliza la lucha agraria en esta región y su instalación en 1946. El cuartel superior derecho presenta el palacio municipal construcción de tipo colonial que representa el poder del ejecutivo municipal. El cuartel inferior izquierdo plasma los caracteres geográficos más importantes de la región: cerro de la cruz y una caída de agua llamada “Las Goteras”. El cuartel inferior derecho muestra un libro abierto indicando estudios y cultura como base del progreso, la pluma y el tintero refleja que Taretan ha sido cuna de grandes escritores, poetas y literarios de renombre; las estrellas representan las comunidades más importantes del municipio. La leyenda dice: “Pasado histórico, futuro promisorio”, que significa que este municipio, ha recorrido trayectoria histórica que se habrá de traducir en un mejor futuro para las nuevas generaciones taretenses. El Escudo del Municipio de Taretan, fue creado por el Ciudadano CERVANDO ELVIRA ARIAS , en el año de 1990, mediante concurso convocado por la administración municipal del período de 1990 – 1992, resultando triunfador el actual escudo municipal.

## Historia
Taretan es una población prehispánica, habitada por tarascos antes de la conquista española. A mediados del siglo XVI se llevó a cabo la evangelización del lugar y se supone que el encargado de la misma fue fray Juan Bautista de Moya, por ser el evangelizador de la tierra caliente de Michoacán.
De acuerdo con registros de 1754, formó parte en la calidad de vicaría del curato o doctrina de la sierra con cabecera en Santa Ana Tzirosto. Taretan se componía en ese entonces, del pueblo de San Ildefonso de Taretan, de San Andrés Ziracuaretiro y la hacienda de Taretan. Lo habitaban aproximadamente 431 personas, entre españoles, indios, mulatos y esclavos.
En 1825, el estado se dividió en cuatro departamentos y Taretan fue cabecera de partido correspondiente al Departamento del Sur. El 10 de diciembre de 1831, se constituyó en municipio. El 20 de noviembre, a su cabecera se le dio el nombre de Taretan de Terán, en honor al general Manuel Mier y Terán. Actualmente el municipio conserva el nombre de Taretan, al igual que su cabecera municipal.
Y actualmente habitan aproximadamente 15 mil personas en Taretan incluyendo sus ranchos.
- 1754 Es vicaría y se encuentra habitada por 431 personas.
- 1825 De acuerdo con la constitución el 5 de julio de 1825 Taretan pasa a ser cabecera de partido.
- 1831 Se constituye en municipio.

## Geografía
El municipio se localiza al oeste del estado, en las coordenadas 19º20’ de latitud norte y 101º55’ de longitud oeste, a una altitud de 1130 metros sobre el nivel del mar. Tiene un área de 185.23 km² y representa el 0.31 % del total del estado.
Limita al norte con el municipio de Ziracuaretiro; al este con los municipios de Salvador Escalante y Ario; al sur con los municipios de Nuevo Urecho y Gabriel Zamora, y al oeste con el municipio de Uruapan. Su distancia a la capital del estado es de 158 km por la vía a Uruapan.
Su relieve forma parte del Eje Nevolcánico y está constituido por la sierra de Santa Clara, los cerros de La Cruz, Cobrero, Hornos, Mesa de García, Mesa de la Exhacienda, Palma, San Joaquín, Pelón y Guayabo y la planicie del Llanito. 
Su hidrografía está constituida por los ríos Acumbaro, Paso del Tejón, El Guayabo y Hoyo del Aire, y por arroyos y manantiales de agua fría.
Su clima es templado con lluvias en verano. Tiene una precipitación pluvial anual de 1560 milímetros y temperaturas que oscilan entre 14.4 a 29.66 grados centígrados.
En el municipio predomina el bosque tropical caduco con zapote, tepeguaje, cirián, parota, guaje y mango. Su fauna se conforma por zorra, tejón, coyote, conejo, liebre, golondrina, güilota, pato y aguililla.
La superficie forestal maderable está ocupada por pino y encino, la no maderable, por matorrales de distintas especies.
Los suelos del municipio datan de los períodos cenozoico, terciario y eoceno, corresponden principalmente a los del tipo podzólico. Su uso es primordialmente forestal y en proporción semejante están dedicados a la actividad agrícola y ganadera.

## Demografía

### Grupos étnicos
Según el Censo General Población y Vivienda 1990, en el municipio habitan 36 personas que hablan alguna lengua indígena, y de las cuales 23 son hombres y 13 son mujeres. Dentro de las principales lenguas indígenas podemos mencionar el Purépecha y el Mixteco.

### Religión
El orden de acuerdo a cantidad de debotos en este municipio son: Católica.

### Localidades
En el censo de 2020 el municipio de Taretan contaba con 21 localidades.
| Código INEGI    | Localidad                         | Población (2020) |
| --------------- | --------------------------------- | ---------------- |
| 160870001       | Taretan                           | 7 117            |
| 160870003       | Emiliano Zapata                   | 1 709            |
| 160870015       | Tomendán                          | 1 558            |
| 160870004       | La Florida                        | 706              |
| 160870012       | Tahuejo                           | 689              |
| 160870009       | La Purísima                       | 671              |
| 160870010       | Rancho Seco                       | 550              |
| 160870007       | Mesa de Cázarez                   | 529              |
| 160870005       | El Hoyo del Aire                  | 448              |
| 160870002       | Chupanguío                        | 348              |
| 160870011       | San José Obrero                   | 289              |
| 160870008       | El Pino                           | 281              |
| 160870014       | Terrenate                         | 242              |
| 160870017       | El Guayabo (Huerta Santa Ana)     | 159              |
| 160870026       | El Tarepe                         | 78               |
| 160870032       | Presa San Juan                    | 56               |
| 160870033       | La Lagunilla                      | 55               |
| 160870034       | San Joaquín                       | 31               |
| 160870031       | Las Tinajas                       | 11               |
| 160870039       | Huerta el Cedro (Los Chiapanecos) | 4                |
| Total municipal | Total municipal                   | 15 589           |

## Servicios
Educación
Para la educación básica, existen planteles de: Secundaria Técnica Telesecundaria
Para la enseñanza técnica se tienen: Telebachillerato, CBTa, CECATI
Salud
La demanda de servicios médicos de la población del municipio es atendida por organismos oficiales y privados. El municipio cuenta con 1 Clínica del IMSS 2 Centro de salud

## Infraestructura de comunicaciones
El municipio cuenta con una Carretera Federal que le comunica con el municipio de Uruapan, Ziracuaretiro y Ario de Rosales, así como caminos de terracería dentro de todo el municipio. Cuenta con vías ferrocarril, así como con autopista que comunica al municipio con Morelia y Lázaro Cárdenas.

## Economía
La agricultura es la principal actividad económica del municipio, siendo sus principales cultivos: la caña de azúcar, magueyes, mango, guayaba y otras frutas.
La ganadería representa la segunda actividad más importante del municipio. Se cría principalmente ganado bovino, caprino, aves y caballar.
La industria representa una actividad importante, a partir de la instalación del ingenio Lázaro Cárdenas donde se lleva a cabo la producción de azúcar.

## Cultura

### Atractivos Culturales y Turísticos
Monumentos históricos:
Parroquia de San Ildefonso.
Centros turísticos naturales:
Extension: "El Llanito"
Cascada: "Velo de novia"
Cascadas: “Las Goteras”
Ojo de agua:" San Miguel"

### Fiestas, danzas y tradiciones
23 de enero: celebración en honor del patrono del pueblo San Idelfonso
Segunda semana de febrero: expoferia de la caña
25 de julio: celebración en honor del Señor Santo Santiago.
26 de julio: celebración en honor a Santa Anita.

## Gobierno
Cabecera Municipal: Taretan
se encuentra a 155 km de la Capital del estado. Cuenta con 12,294 habitantes de acuerdo al censo INEGI 2005

### Caracterización del ayuntamiento
Presidente Municipal
1 Síndico
Regidores de Mayoría Relativa
Regidores de Representación Proporcional

### Principales Comisiones del Ayuntamiento
Obras Públicas. 3.er. Regidor
Asuntos Agropecuarios. 4° Regidor
Salubridad. 1.er Regidor
Programación y Planeación. . Regidor de Rep. Prop
Educación y Turismo. . Regidor de Rep. Prop.
Industria y Comercio. Regidor de Rep. Prop.
La Mujer, Juventud, Deporte Y Cultura. 2° Regidor

### Organización y estructura
Secretaría del Ayuntamiento.- Sus funciones son: Secretario de Actas del Ayuntamiento, Atención de Audiencia, Asuntos Públicos, Junta Municipal de Reclutamiento, Acción Cívica, Jurídico y Aplicación de Reglamentos, Archivo y Correspondencia, Educación, Cultura, Deportes, Salud, Trabajo Social.
Tesorería.- Sus funciones son: Ingresos, Egresos, Contabilidad, Auditorías Causantes, Coordinación Fiscal, Recaudación en Mercados, Recaudación en Rastros.
Obras Públicas y Servicios.- Sus funciones son: Parques y Jardines, Edificios Públicos, Urbanismo, Mercados, Transporte Público, Rastro, Alumbrado, Limpia.
Desarrollo Social Municipal.- Sus funciones son: Planeación y Ejecución del Programa del Ramo 026, Deserción Escolar, Fondo de Desarrollo Social Municipal, Apoyo a la Producción, Reforestación.
Seguridad Pública.- Sus funciones son: Policía, Tránsito, Centro de Readaptación Municipal.
Oficialía Mayor.- Sus funciones son: Personal, Adquisiciones, Servicios Generales, Almacén, Talleres.
DIF.-Sus funciones son: Asistencia Social.
Oficina de Agua Potable.- Sus funciones son: Agua Potable, Alcantarillado.
Autoridades auxiliares
La Administración Pública Municipal fuera de la Cabecera Municipal, está a cargo de los Jefes de Tenencia o Encargados del Orden, quienes son electos en plebiscito, durando en su cargo 3 años. En el municipio de Taretan no existen Jefes de Tenencia pero sí 19 Encargados del Orden, quienes ejercen principalmente las siguientes funciones:
Dar aviso al Presidente Municipal, de cualquier alteración que adviertan en el orden público.
Conformar el pódium de habitantes de su demarcación.
Cuidar de la limpieza y aseo de los sitios públicos y buen estado de los caminos vecinales y carreteras.
Procurar el establecimiento de escuelas.
Dar parte de la aparición de siniestros y epidemias.
Aprehender a los delincuentes, poniéndolos a disposición de las autoridades competentes.
Regionalización política
Pertenece al Distrito Federal IX y a la Distrito Local VI ambos con cabecera en Uruapan.
Reglamentación municipal
El Ayuntamiento actualmente cuenta con los siguientes reglamentos:
Bando de Policía y Buen Gobierno
Del Interior del Ayuntamiento
De Administración
De Obras Públicas
De Catastro
De Zonificación
De Fraccionamientos
De Participación Ciudadana
De Protección Civil
De Salud
De Espectáculos
De Expendios de Bebidas Alcohólicas
De Policía y Tránsito
De Mercados y Comercio en la Vía Pública

## Personajes ilustres
- Manuel García Rojas (1853-1914), escritor y poeta.
- Encarnación López Ponce (1880), músico y escritor.
- José J. Altamirano (1860-1900) músico y compositor.
- José Ortiz Vidales (1880-1905), poeta.
- Alfredo Maillefert Vidales (1889-1914), escritor.
- Lucas Ortiz Benítez (1904-1984), escritor y poeta.
- Emigdio Ruiz Béjar (1910-1950), luchador agrarista.
- Salvador Lemus Fernández (1908-2002), luchador agrarista.
- Ma. del Refugio García (1973), defensora nacional de los derechos de la mujer.